# Jurij Czerniakow
Jurij Nikołajewicz Czerniakow (ros. Юрий Николаевич Черняков, ur. 1 sierpnia 1918, zm. 14 lutego 2004) – radziecki dyplomata.

## Życiorys
Członek WKP(b), brał udział w wojnie z Niemcami, od 1948 pracował w centralnym aparacie Ministerstwa Spraw Zagranicznych ZSRR i zagranicznych placówkach ZSRR, 1965-1968 kierownik Wydziału Międzynarodowych Organizacji Ekonomicznych MSZ ZSRR. Od 1 kwietnia 1977 do 16 maja 1979 ambasador nadzwyczajny i pełnomocny ZSRR w Syrii, 1970-1973 i 1979-1984 kierownik Wydziału Prasy MSZ ZSRR, 1984 zwolniony.